# Oued Djedi
Oued Djedi är ett vattendrag i Algeriet.   Det ligger i provinsen Biskra, i den norra delen av landet, 400 km sydost om huvudstaden Alger.